# گلیسین (سرده)

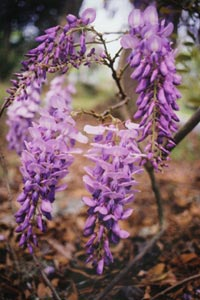
گلیسین

گلیسین (نام علمی: Wisteria) نام یک سرده از تیره باقلاییان است. گلیسین از گیاهان گلدار است و در خانواده باقلاییان می‌باشد. گیاه ویستریا می‌تواند بر روی دیوارها و درختان به صورت بالارونده تا ارتفاع ۲۰ متر و به صورت افقی تا ۱۰ متر پیش رود. ویستریا (Wisteria) یا پیچ گلیسین یک گیاه رونده‌ی تزیینی از تیره‌ی باقلاییان با گل‌هایی واژگون آبی، صورتی یا سفید بسیار زیبا و دلپسند است که دیوارهای منازل را به شکل باشکوهی تزیین می‌کنند. تمام قسمت‌های این گیاه تزیینی که با نام درخت لوبیا نیز معروف است، بسیار سمی هستند و خوردن آن‌ها باعث تهوع، استفراغ، دل‌پیچه و اسهال می‌شود. در صورت مسمومیت با این گیاه سمی به درمان‌های مثل هیدراتاسیون وریدی و مصرف قرص‌های ضد تهوع نیاز خواهد بود. البته عده‌ای معتقدند که گل‌های ویستریا سمی نیستند.